# Halanonchus bullatus
Halanonchus bullatus är en rundmaskart som beskrevs av Gerlach 1964. Halanonchus bullatus ingår i släktet Halanonchus och familjen Trefusiidae. Inga underarter finns listade i Catalogue of Life.